# Javania cristata
Espèce
Statut CITES
Javania cristata est une espèce de coraux de la famille des Flabellidae.

## Publication originale
- (en) Stephen D. Cairns et Virginia Polonio, « New records of deep-water Scleractinia off Argentina and the Falkland Islands », Zootaxa, Magnolia Press (d), vol. 3691, no 1,‎ 18 juillet 2013, p. 58–86 (ISSN 1175-5334 et 1175-5326, OCLC 49030618, PMID 26167569, DOI 10.11646/ZOOTAXA.3691.1.2).